# Emarginea niphoplaga
Emarginea niphoplaga là một loài bướm đêm trong họ Noctuidae.